# 앤서니 털러조
앤서니 "토니" 털러조(영어: Anthony "Tony" Terlazzo, 1911년 7월 28일 ~ 1966년 3월 26일)는 미국의 역도 선수이다. 그는 미국 선수 최초로 세계 역도 선수권 대회에서 우승하였고, 올림픽 역도 종목에서 금메달 1개와 동메달 1개를 획득했다.

## 선수 경력
그는 1936년 베를린 하계 올림픽때 페더급 (60 kg)부문에서 금메달을 획득했다. 그는 1932년 하계 올림픽때 동메달을 획득했다. 이후 1936년 하계 올림픽에서는 총 312.5 kg을 들어올려 올림픽 신기록을 세웠다.